# الاتحاد الإفريقي لكرة القدم الأمريكية
الاتحاد الأفريقي لكرة القدم الأمريكية (IFAF Africa) هو الهيئة النظمة لكرة القدم الأمريكية في إفريقيا. وهي عضو في الاتحاد الدولي لكرة القدم الأمريكية.

## أعضاء
- مصر
- الجزائر
- المغرب
- كينيا
- نيجيريا
- جنوب أفريقيا
- أوغندا

## الأعضاء المنتسبين
- بوتسوانا
- الجزائر
- إثيوبيا
- غانا
- السودان

## اللجنة التنفيذية
| لا. | رئيس         | فترة      | نائب الرئيس   | فترة      |
| --- | ------------ | --------- | ------------- | --------- |
| 1   | موه طارق     | 2014-2018 | مؤمن نعيم مصر | 2014-2017 |
| 2   | جورج الوانجا | منذ 2018  | ؟             | ؟         |

## مسابقة
| تاريخ | البلد المضيف | أخير   | أخير    | أخير  |
| ----- | ------------ | ------ | ------- | ----- |
| تاريخ | البلد المضيف | بطل    | نتيجة   | نهائي |
| 2014  | مصر، القاهرة | المغرب | 26 - 06 | مصر   |
| 2018  | ؟            | ؟      | -       | ؟     |

## روابط خارجية
- IFAF Africa على موقع IFAF